# Ecumene

Reconstrucció del mapa de l'ecumene d'Heròdot, circa 450 aC

L'ecumene és el conjunt del món conegut per una cultura. Generalment es distingeix com aquella porció de la Terra permanentment habitada, en contraposició a l'anecumene o àrees inhabitades o temporalment ocupades.
Durant el període hel·lenístic, l'ecumene feia referència a la part de la Terra que era habitada, ja fos per tota la humanitat o només per un subconjunt d'aquesta. Sovint es referia a les terres habitades pels grecs, excloent les que eren ocupades pels bàrbars.
En el koiné de l'Imperi Romà i el Nou Testament, ecumene significa literalment «món», però en general s'entenia que feia referència al món romà.
Els romans d'Orient utilitzaven el terme ecumene per referir-se al món civilitzat (vegeu també Concili ecumènic). El concepte subjacent al títol de Patriarca ecumènic que se li dona al Patriarca de Constantinoble, així com al procés de l'ecumenisme.

## Ecumene en el cristianisme
A l'Epístola als hebreus 2:5, oikoumenen ten mellousan fa referència al futur regne de Crist ("el món futur"): "Perquè no va subjectar als àngels el món futur, sobre el qual estem parlant".

## Ecumene en la ficció
- J. R. R. Tolkien va descriure el seu Terra Mitjana com l'equivalent del que els grecs anomenaven ecumene: el lloc on vivien els homes.
- En la sèrie de novel·les de ciència-ficció Els prínceps dimoni, escrita per Jack Vance, el terme Oikumene fa als mons de la galàxia habitats per éssers humans.
- A La mà esquerra de la foscor i altres obres relacionades d'Ursula K. Le Guin, el Ekumen és una mena de confederació de mons habitats, units per comunicació instantània, però separats pel viatge més lent que la llum.
- A la trilogia L'edat d'or de John C. Wright, l'ecumene Daurada és una unitat política que abasta part del sistema solar.